# Proposición 65

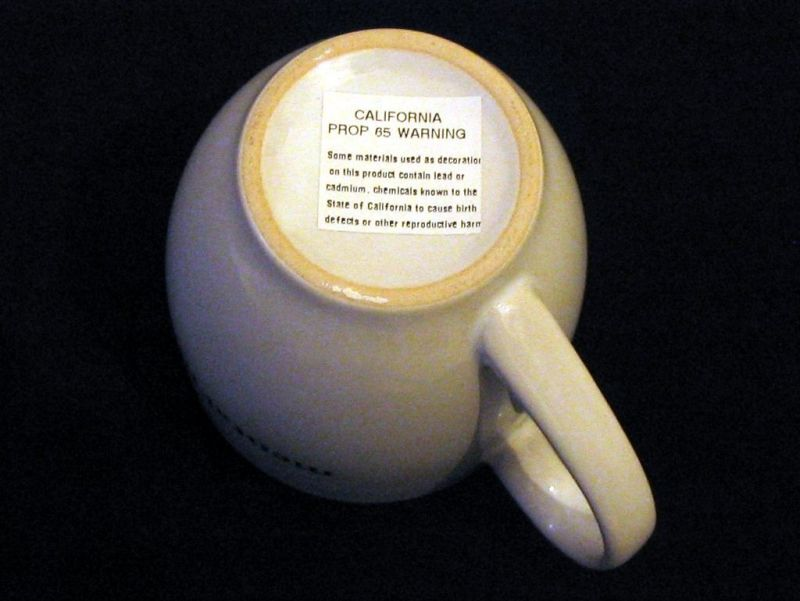
CALIFORNIA PROP 65 WARNING (plomo y cadmio)

Warning label since 31. Aug. 2018

Proposition 65 (en inglés, también conocida como The Safe Drinking Water and Toxic Enforcement Act of 1986) es una ley de California que fue aprobada en 1986 con el propósito de proteger el abastecimiento de agua contra sustancias químicas que pueden aumentar el riesgo de cáncer.